# Ekologická plaketa

Začátek nízkoemisních zóny je v Německu označen typickou dopravní značkou

Ekologická plaketa je speciální nálepka, kterou je v Německu a Rakousku regulován vjezd motorových vozidel do měst. Města s tímto způsobem regulace jsou uvedena na zvláštním seznamu.

## Nízkoemisní zóny
Od 1. března 2007 mohou německá města stanovovat tzv. ekologické zóny, což jsou oblasti, do kterých je možnost vjezdu motorového vozidla pouze s příslušnou ekologickou plaketou. První ekologické zóny existují od 1. ledna 2008.

## Druhy ekologických plaket
K roku 2016 existuje šest ekologických plaket uvedených níže:
- bez plakety – emisní stupeň 1, zákaz vjezdu do ekologických zón (neboli Euro 1 – platné od roku 1992)
- červená – emisní stupeň 2, (neboli Euro 2 – platné od roku 1996)
- žlutá – emisní stupeň 3, (neboli Euro 3 – platné od roku 2000)
- zelená – emisní stupeň 4, (neboli Euro 4 – platné od roku 2005)
- Euro 5 – platné od roku 2009
- Euro 6 – platné od roku 2014

## Značení a sankce
Ekologické plakety lze získat i v České republice a to na vybraných místech STK.
Oblasti, do nichž je vjezd povolen pouze s ekologickou plaketou, jsou značeny nápisem Umwelt zone. Vjezd bez patřičné ekologické plakety je trestán pokutou do výše 40€ (zhruba 1000 Kč).